# Shin-Yokohama (metropolitana di Yokohama)
Shin-Yokohama (新横浜駅?, Shin-Yokohama-eki) è una stazione della metropolitana di Yokohama che si trova nel quartiere di Kōhoku-ku a Yokohama, ed è servita dalla linea blu. Si trova direttamente sotto alla stazione di Shin-Yokohama della JR East e servita anche dai servizi Tōkaidō Shinkansen della JR Central.
La stazione dispone di un sottotitolo, "Bic Camera Shin-Yokohama", per la vicinanza all'omonimo negozio di elettronica, che funge da sponsor.

## Linee
Metropolitana di Yokohama
 Linea blu (linea 4)

## Struttura
La stazione è realizzata sottoterra, e possiede un marciapiede a isola con due binari passanti, protetti da porte di banchina a media altezza.
| 1 | Linea blu |  | per Yokohama e Shōnandai  |
| 2 | Linea blu |  | per Center-Kita e Azamino |

## Stazioni adiacenti
| «            | Servizio  | »                  |
| Linea Blu    | Linea Blu | Linea Blu          |
| ------------ | --------- | ------------------ |
| Kishine-kōen | Locale    | Kita Shin-Yokohama |
| Yokohama     | Rapido    | Nippa              |